# Teuctocaitl
Un teuctocaitl (termine nahuatl per "nome signorile"; teːkʷtoːˈkaːitɬ) era un particolare titolo assegnato ai regnanti Nahua.